# Eduardo dos Reis Carvalho
Eduardo dos Reis Carvalho (Mirandela, Portugal. 19 de septiembre de 1982), más conocido como Eduardo, es un exfutbolista portugués que jugaba de portero.

## Selección nacional
Comenzó a jugar en la selección de fútbol de Portugal en la clasificación de UEFA para la Copa Mundial de Fútbol de 2010.
Debutó con la selección el 11 de febrero de 2009 en un amistoso contra Finlandia, jugando los primeros 60 minutos. Después de haber estrenado por la selección nacional, logró imponerse como titular en el arco para jugar todos los encuentros de clasificación.
El 1 de junio de 2010, fue incluido en la lista del plantel de 23 jugadores que estarían en la Copa Mundial de 2010. Debutó en el Mundial 15 de junio de 2010, frente a Costa de Marfil. Aquí, Eduardo tuvo que soportar varias críticas que consideraban que el portero no estaba a la altura de la selección.
El 29 de junio contra España, hizo una excelente exposición, atajando numerosos disparos a puerta de los jugadores españoles, y para muchos fue el mejor jugador en el campo, pero su esfuerzo fue "banal", aun así no pudo impedir la eliminación de Portugal. De acuerdo con un informe del periódico público dos días después de la confrontación con España, Eduardo era considerado el mejor portero de la competición en el ranking de la FIFA.
"Sé que he hecho un gran juego, pero por desgracia no estaba acostumbrado a nada", se hizo cargo después del partido con España, la cuarta vez que sufrió 1 gol en la que defendió la meta nacional. Pero sirvió al menos para Eduardo el más inconsolable tras la eliminación de los portugueses, con el reconocimiento internacional. "Sin sus excelentes reflejos y guarda acrobático, España habría ganado por varios goles en lugar de uno solo. No, si yo tenía que ser lágrimas de desilusión, debería haber drenado los rostros de sus colegas", escribió el New York Times sobre el portero último en ser golpeado por la Jabulani en Sudáfrica, competición en la que llegó hasta octavos de final, habiendo encajado un solo gol, marcado por David Villa para la selección española en dicha ronda.

### Participaciones en Copas del mundo
| Mundial                     | Sede      | Resultado        |
| --------------------------- | --------- | ---------------- |
| Copa Mundial de Fútbol 2010 | Sudáfrica | Octavos de final |
| Copa Mundial de Fútbol 2014 | Brasil    | Primera fase     |

### Participaciones en Eurocopas
| Eurocopa      | Sede              | Resultado   |
| ------------- | ----------------- | ----------- |
| Eurocopa 2012 | Polonia y Ucrania | Semifinales |
| Eurocopa 2016 | Francia           | Campeón     |

## Clubes
| Club                        | País         | Año       |
| --------------------------- | ------------ | --------- |
| Sporting Braga B            | Portugal     | 2001-2006 |
| Sporting Braga              | Portugal     | 2006-2010 |
| S. C. Beira-Mar (cesión)    | Portugal     | 2007      |
| Vitória Setúbal (cesión)    | Portugal     | 2007-2008 |
| Genoa C. F. C.              | Italia       | 2010-2014 |
| S. L. Benfica (cesión)      | Portugal     | 2011-2012 |
| Medipol Başakşehir (cesión) | Turquía      | 2012-2013 |
| Sporting Braga (cesión)     | Portugal     | 2013-2014 |
| G. N. K. Dinamo Zagreb      | Croacia      | 2014-2016 |
| Chelsea F. C.               | Inglaterra   | 2016-2019 |
| S. B. V. Vitesse (cesión)   | Países Bajos | 2018-2019 |
| Sporting Braga              | Portugal     | 2019-2020 |

## Palmarés

### Campeonatos nacionales
| Título          | Club                   | País       | Año     |
| --------------- | ---------------------- | ---------- | ------- |
| Copa de la Liga | Vitória Setúbal        | Portugal   | 2007-08 |
| Copa de la Liga | S. L. Benfica          | Portugal   | 2011-12 |
| Prva HNL        | G. N. K. Dinamo Zagreb | Croacia    | 2014-15 |
| Copa de Croacia | G. N. K. Dinamo Zagreb | Croacia    | 2014-15 |
| Prva HNL        | G. N. K. Dinamo Zagreb | Croacia    | 2015-16 |
| Copa de Croacia | G. N. K. Dinamo Zagreb | Croacia    | 2015-16 |
| Premier League  | Chelsea F. C.          | Inglaterra | 2016-17 |
| FA Cup          | Chelsea F. C.          | Inglaterra | 2017-18 |
| Copa de la Liga | Sporting Braga         | Portugal   | 2019-20 |

### Campeonatos internacionales
| Título   | Club (*) | País    | Año  |
| -------- | -------- | ------- | ---- |
| Eurocopa | Portugal | Francia | 2016 |

(*) Incluyendo la selección.